# Deux Lunes en août
Pour plus de détails, voir Fiche technique et Distribution.
Deux Lunes en août (Δύο Φεγγάρια τον Αύγουστο (Dio Fengaria ton avgoustos)) est un film grec réalisé par Costas Ferris et sorti en 1978.

## Synopsis
Adaptation des Nuits blanches de Fiodor Dostoïevski.
À Athènes en août, la ville est quasi déserte. Un musicien se promène en rêvant. Près de la Tour des Vents, il croise Anna, une jeune femme perdue dans ses illusions. Elle attend en espérant le retour de son amant qui lui a promis juste un an plus tôt de revenir la chercher. Les deux personnages essayent de se rapprocher, tout en hésitant. Alternent alors scènes de dialogue et de monologue proches de l'absurde.

## Fiche technique
- Titre : Deux Lunes en août
- Titre original : Δύο Φεγγάρια τον Αύγουστο (Dio Fengaria ton avgoustos)
- Réalisation : Costas Ferris
- Scénario : Giorgos Skourtis d'après Les Nuits blanches de Fiodor Dostoïevski
- Direction artistique : Myrto Paraschi
- Décors : Myrto Paraschi
- Costumes : Myrto Paraschi
- Photographie : Stavros Chasapis
- Son : Mimis Kasimatis
- Montage : Desponia-Danaé Maroulakou
- Musique : Nikos Kypourgos
- Production :  Costas Ferris
- Pays d'origine :  Grèce
- Langue : grec
- Format :  Couleurs
- Genre : drame
- Durée : 87 minutes
- Dates de sortie : 1978

## Distribution
- Myrto Parashi
- Spyros Sakkas (el)
- Iro Kyriakaki (el)
- Antonis Antoniou (el)

## Récompenses
- Festival du cinéma grec 1978 (Thessalonique) : troisième meilleur film, meilleur scénario, meilleur son ; Prix du Centre du cinéma grec : meilleur réalisateur, meilleure actrice